# Койриноя
Ко́йрино́я (карел. Koirinoja) — деревня в Питкярантском районе Республики Карелия. Административно относится к Питкярантскому городскому поселению. До 2023 года входила в состав упразднённого Питкярантского городского поселения. Старейшее поселение на территории бывшего Импилахтинского муниципалитета.

## География
Деревня расположена на берегу Ладожского озера, в устье реки Койринйоки, на 179-м километре автодороги А121 «Сортавала» (Питкяранта — Сортавала). В деревне также берёт начало автодорога 86К-8 (А121 — Суоярви).
Вблизи деревни на реке Койринйоки расположены два каскадных водопада:
- Койриноя-1 (высота падения 6 м), также известный туристам как Земляничный[1], хотя это название, по мнению местных краеведов, является маркетинговым ходом, так как земляники в этом месте нет[1].
- Койриноя-2 (высота падения 5 м), также известный как Мюллюкоски (фин. Myllykoski — «Мельничный порог») или Нижний (Юлякоски)[1]. На скале у водопада сохранилась выбитая дата «1920», предположительно связанная со строительством малой ГЭС[1].

## Этимология
Традиционно название Койриноя переводится с карельского (или близкого финского) языка как «Собачий ручей» (фин. koira — собака, фин. oja — ручей, речка).
Однако существуют и другие версии происхождения топонима, связанные с историей местности. По данным историка Пааво Копонена, в XVII веке на полях вокруг деревни активно выращивали коноплю (каннабис) для производства пеньки. В финском языке существуют слова:
- фин. Koirinta — удаление (мужских) соцветий конопли.
- фин. Koiri — мужское соцветие конопли.
- фин. Koirio — вал невода.

Таким образом, название могло означать «конопляный ручей» или «ручей, где обрабатывали коноплю». Также не исключена связь с рыболовством (вал невода).

## История
Койриноя является старейшим известным поселением на территории бывшего Импилахтинского муниципалитета. Археологические находки (каменные тёсла, треугольные наконечники стрел, фрагменты желобов и глиняной посуды) свидетельствуют о существовании здесь постоянных поселений ещё в каменном веке, около 4,5 тысяч лет назад. Позднее эти земли заселили корелы.
Впервые Койриноя (в огласовке Коренное) упоминается в переписной окладной книге Водской пятины Великого Новгорода около 1500 года как деревня с шестью дворами, способными платить налог.
Расположенная на важном пути из Сердоболя в Олонец, а также имеющая удобную гавань (Койринлахти), деревня стала значимым торговым портом. Через Койриноя шла оживлённая торговля, в том числе лесом, который отправляли на парусниках в Санкт-Петербург. Парусники доставляли товары из столицы и возвращались, загруженные лесоматериалами. В XIX веке среди владельцев магазинов в деревне упоминаются Костя Комаров, Гаулов (?) Фетов (?), Николас Им (?), Миса (?) Такжирев (?) — преимущественно не финские фамилии. В деревне работала популярная пекарня, выпекавшая бублики, аромат которых, по воспоминаниям, разносился по округе. Бублики были неотъемлемой частью местной «кофейной церемонии».
Промышленное развитие началось в XIX веке. В 1842—1859 годах у водопада Койриноя-1 действовал Митрофановский олово-медеплавильный завод, названный в честь Святителя Митрофана Воронежского. Первая опытная плавка олова на нём в 1842 году стала важным событием для металлургии России и Европы. Фрагменты завода (каменные кладки) сохранились на островках ниже водопада. В 1852 году начала работать лесопильня, приобретённая братьями Громовыми. В 1884 году в Койриноя была построена парусная лодка для ремесленной школы.
В состав деревни входили и близлежащие острова: Максимансаари, Пе́тäjäсаари, Палтсаари, Конкумсаари и другие.
После обретения Финляндией независимости в 1917 году земли вокруг деревни стали активнее разрабатываться. Население было представлено рабочими, рыбаками, фермерами, ремесленниками, торговцами и мельниками. В 1930-х годах на пороге Мюллюкоски (Койриноя-2) работала малая ГЭС, снабжавшая деревню электричеством.
Строительство железной дороги Янисъярви — Лодейное Поле, прошедшей через Питкяранта, привело к постепенному упадку порта Койриноя. Грузовые и пассажирские перевозки переориентировались на железнодорожный транспорт, оптовая торговля сократилась, а центр поселения сместился ближе к железной дороге. Движение судов через порт сошло к минимуму. На берегу остались в основном рыбаки и фермеры.
Во время Советско-финской войны (1941—1944) финское население было эвакуировано. Некоторые семьи вернулись в 1941 году, но были вновь эвакуированы вглубь Финляндии в июле 1944 года.
В послевоенные годы на месте бывшей деревни возникли дачные кооперативы.

## Население
| 2002 | 2009 | 2010 | 2013 |
| ---- | ---- | ---- | ---- |
| 113  | ↘98  | ↗100 | ↘89  |

Данные по населению деревни в разные годы (человек):

## Инфраструктура
В деревне имеется электрическая подстанция. Исторически здесь располагались порт, лесопильный завод, олово-медеплавильный завод, малая ГЭС, судостроительная верфь, магазины и пекарня. Сохранились остатки старого причала (дока) в заливе Койринлахти в виде каменной дамбы и деревянных свай.

## Достопримечательности
- Каскадные водопады Койриноя-1[6] и Койриноя-2 (Мюллюкоски)[7]. Популярные туристические объекты.
- Руины Митрофановского олово-медеплавильного завода (1842—1859 гг.) на островах ниже водопада Койриноя-1.
- Остатки старого финского моста и малой ГЭС у водопада Койриноя-2 (Мюллюкоски). На скале рядом выбита дата «1920»[1].